# ヒメイトマキエイ
ヒメイトマキエイ（姫糸巻鱏、学名: Mobula thurstoni）はイトマキエイ属に属するエイの一種。英名はベンフィンデビルレイ。

## 分布
青森県や沖縄県〜東インド、西部太平洋に生息。

## 形態
最大でも体幅は2メートルほどで、体重は約54キログラム。イトマキエイの中で最も小型種。体の背側は全体的に光沢のある青紫色をしており、頭部背面にある暗色の帯状模様が特徴。

## 生態
回遊魚で、オキアミなどのプランクトンを鰓で濾しとって食べている。単独または、群れで生活している。

## 人間との関わり

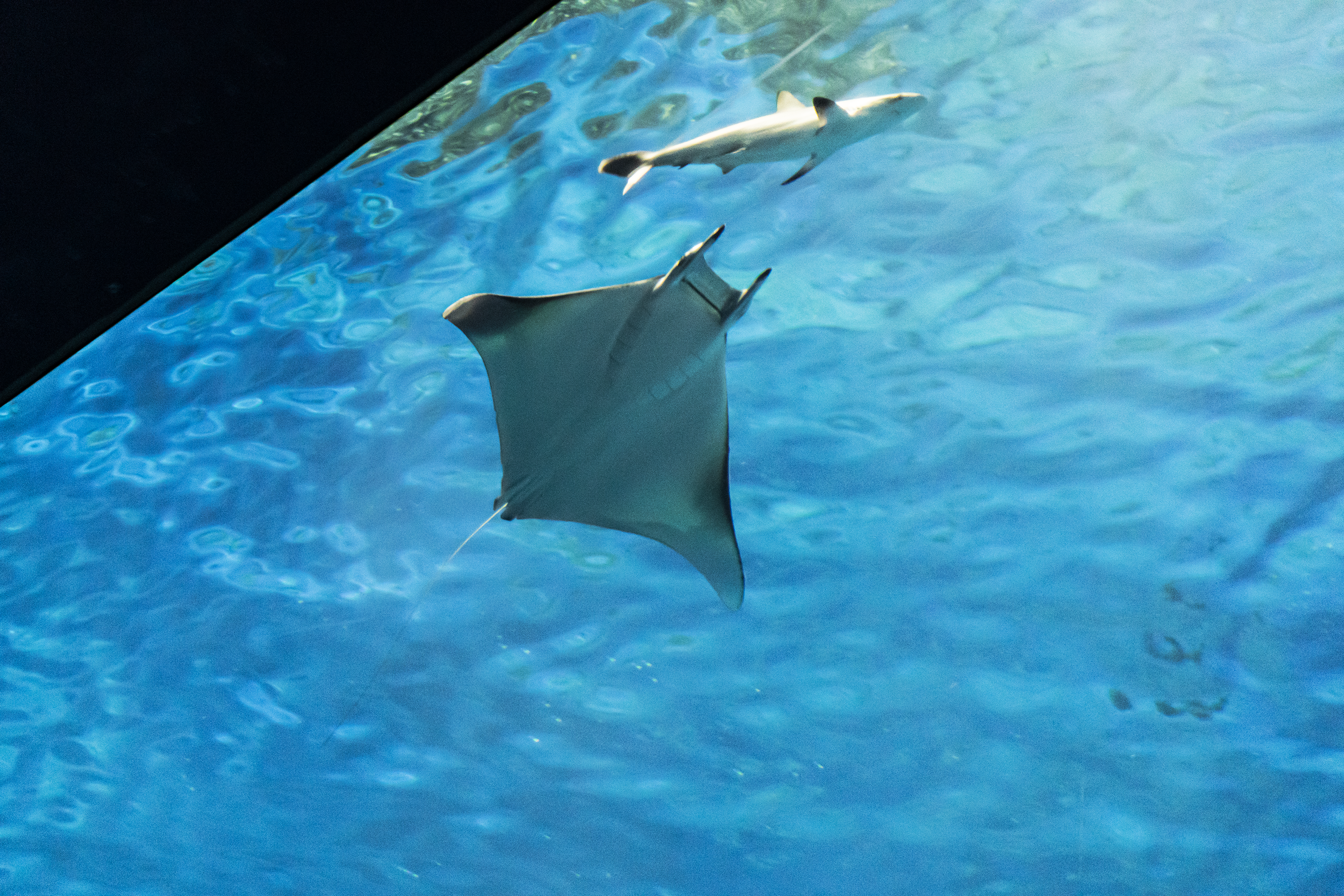
沖縄美ら海水族館の個体（遊泳中）

水族館での展示例がなく、飼育が難しいが、沖縄美ら海水族館では2019年5月13日、世界初となる雌、雄の2個体を飼育することに成功した。